# Sistema de numeració unari

Diferents representacions del nombre 8 en unari

El sistema de numeració unari és un sistema de numeració bijectiva de base 1. És el sistema de numeració més simple que existeix per a representar els nombres naturals. Per representar un nombre N, es tria un símbol arbitrari, que serà l'única xifra que tingui aquest sistema de numeració, i es repetirà N vegades. Per exemple, si prenem el símbol | com a xifra única, el nombre 6 es representarà com a ||||||. El sistema tradicional de comptar amb els dits és un exemple de numeració unària. El sistema unari és útil en processos de recompte, com el marcador d'un esport, o comptar el nombre de persones que entren en un lloc, o el nombre de vots que van sortint en una elecció, ja que no requereix anar esmenar els resultats previs, simplement cal continuar afegint símbols per al posterior recompte.

## Exemples d'aquest sistema
Les marques se solen agrupar sovint en grups de cinc perquè sigui més llegible i senzill el recompte posterior. Quan el símbol utilitzat és una ratlla (el més freqüent) és comú travessar la cinquena línia cap a les quatre prèvies per formar grups. En els sistemes de numeració xinès, japonès i coreà, s'agrupen els símbols i es van afegint fins que el cinquè tanca el grup i forma un símbol que significa 'cinc'.

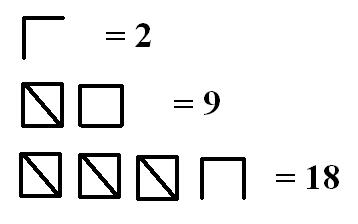
Exemple d'un sistema de numeració unària

Un altre mètode utilitzat al Brasil i també a França és anar dibuixant les línies formant els costats d'un quadrat. L'u es representa amb una línia vertical, el dos formaria amb aquesta una L, el tres formaria una U al costat d'aquells, el quatre tancaria el quadrat i el cinc s'afegiria en una de les seves diagonals.
Hi ha multitud de sistemes de numeració antics que, sense ser unaris, provenen clarament de sistemes d'aquest tipus:
Els tres primers nombres del sistema de numeració romà (fins al quatre en els rellotges) es basen en el sistema de numeració unari.
La numeració egípcia utilitza el sistema unari per a nombres de l'u al deu; després utilitza un nombre per al deu, que repeteix com si fos un sistema unari per als nombres del deu al noranta. Així successivament, té símbols per a 1, 10, 100, 1.000, 10.000, 100.000 i fins a 1.000.000, que repeteix i conjunta per formar nombres.
La numeració babilònica utilitza l'agrupació d'una xifra que representa l'u per a tots els nombres d'u al deu. Té un altre símbol que representa el deu, que repeteix i agrupa per formar les desenes fins al 60, ja que és un sistema sexagesimal.
Així, en tots aquests sistemes de numeració posicionals, es va començar amb sistemes basats en l'unari per, posteriorment, anar fent xifres per a nombres grans (sovint les potències de deu), a fi de simplificar la lectura dels nombres.
Per veure un exemple real de numeració unària per civilitzacions, vegeu el papir matemàtic de Moscou, datat l'any 1880 aC.

## Avantatges i inconvenients
La suma i resta de nombres en sistema unari es fan simples, ja que només consisteix a ajuntar dos nombres o titllar símbols. No obstant això, la multiplicació i divisió en aquest sistema són bastant complicades.
Per la seva definició, no es pot representar el nombre zero en aquest sistema. Si s'introduís qualsevol símbol per representar el zero, això convertiria el sistema en un sistema de numeració binari. Això caracteritza, per exemple, el sistema de numeració romà, que és incapaç de representar l'absència d'alguna cosa, la qual cosa és un inconvenient gran per a la matemàtica i el seu desenvolupament.
Comparat amb altres sistemes posicionals de numeració, el sistema de numeració unari té molts inconvenients, tant de càlcul com de representació de nombres grans, per la qual cosa no és sovint utilitzat, excepte per a casos simples de recompte. S'utilitza en descripció de problemes de decisió, en teoria de la computació (per exemple en problemes P-complets), en què s'empra per a reduir "artificialment" el temps d'execució o requeriments d'espai d'un problema. Per exemple, en el problema de factorització d'enters, se sospita que si el nombre que s'introdueix està en forma de sistema de numeració binari, cal un temps de computació superior a una funció polinòmica. No obstant això, si el nombre s'introdueix en sistema unari, el temps que cal és lineal. Però això, és potencialment enganyós, ja que utilitzar un nombre unari d'entrada és més lent, sigui quin sigui el nombre. La diferència està en el fet que si es representa l'entrada en qualsevol base N superior a u, la representació d'aquest té un nombre de xifres igual al logaritme en base N del mateix nombre, però en base u la representació del nombre X té X xifres. Per tant, mentre el temps de computació i l'espai requerit semblen menors, introduir el nombre d'entrada és superior.